# Grande croix de cimetière d'Ettendorf
La grande croix de cimetière d'Ettendorf est un monument historique situé à Ettendorf, dans le département français du Bas-Rhin.

## Localisation
Ce bâtiment est situé rue Principale à Ettendorf.

## Historique
L'édifice fait l'objet d'une inscription au titre des monuments historiques depuis 1937.